# Embassy Suites Hotels
Embassy Suites di Hilton è una catena di hotel di proprietà Hilton Worldwide. Al 30 settembre 2015, possiede oltre 223 alberghi in 6 paesi.
Simili ad altri marchi Hilton, sono gestiti indipendentemente ed operano in franchise.

## Galleria d'immagini

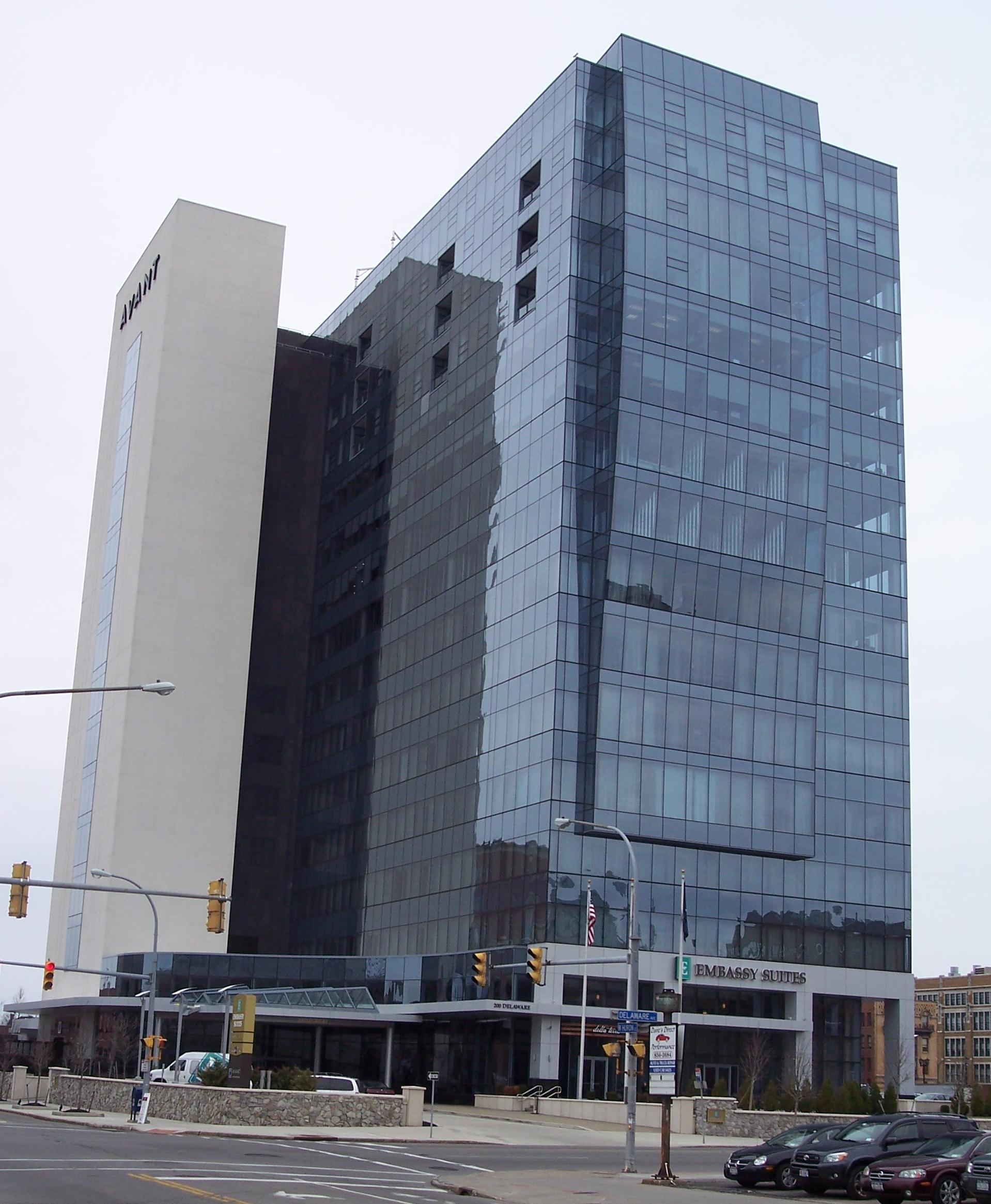
The Avant a Buffalo
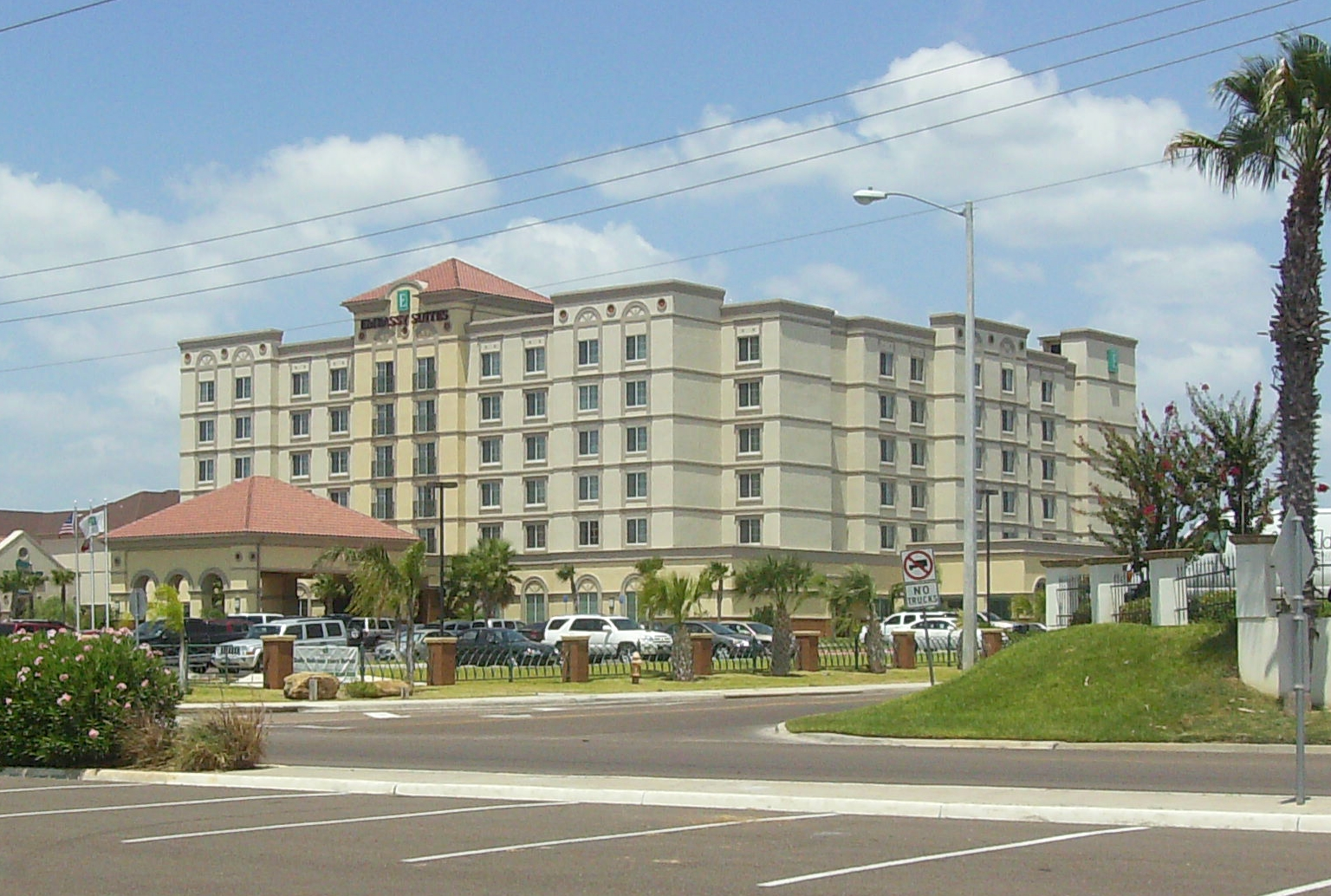
Embassy Suites a Laredo (Texas)
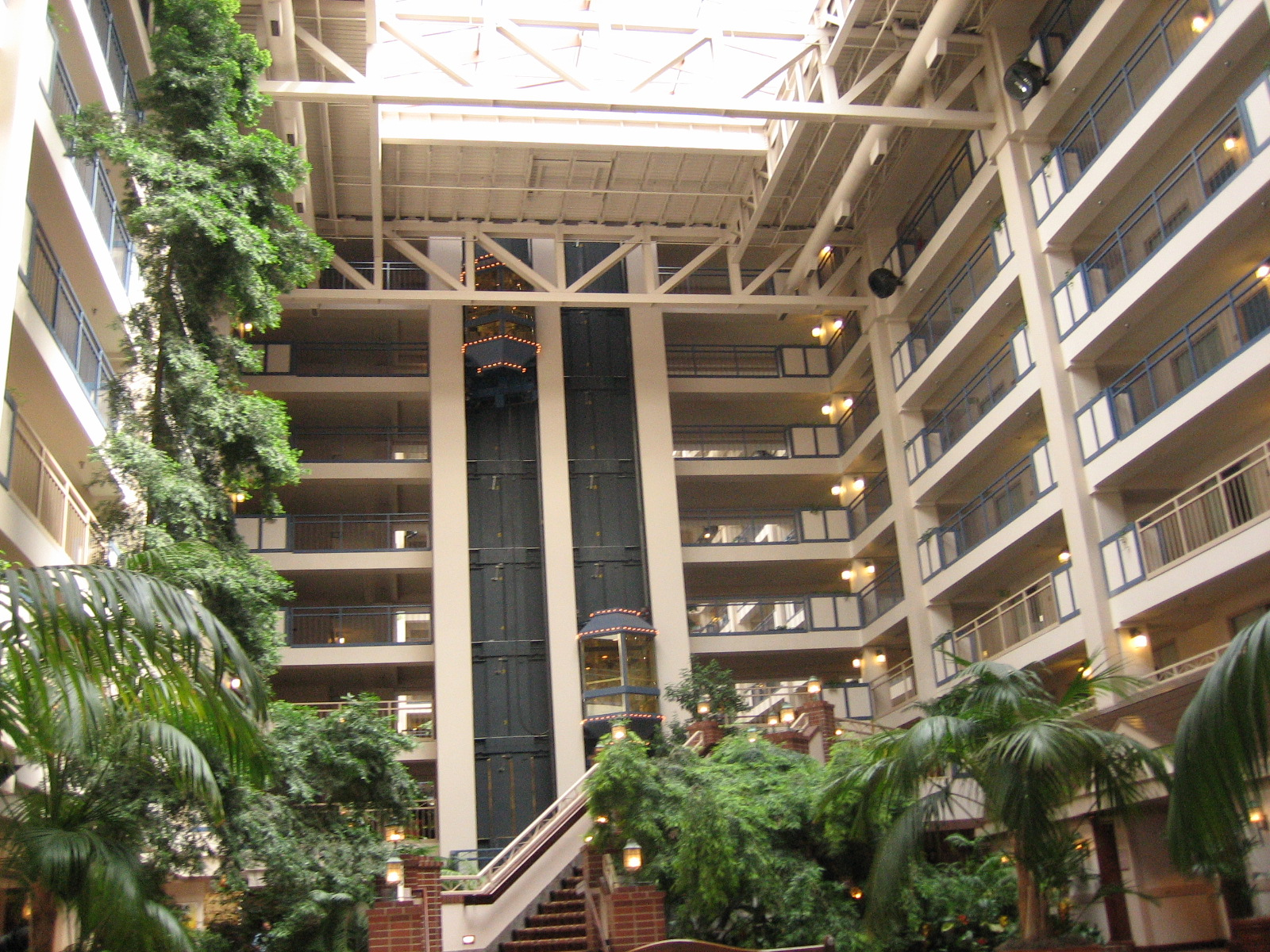
Atrium di Lake Tahoe (ora Lake Tahoe resort)
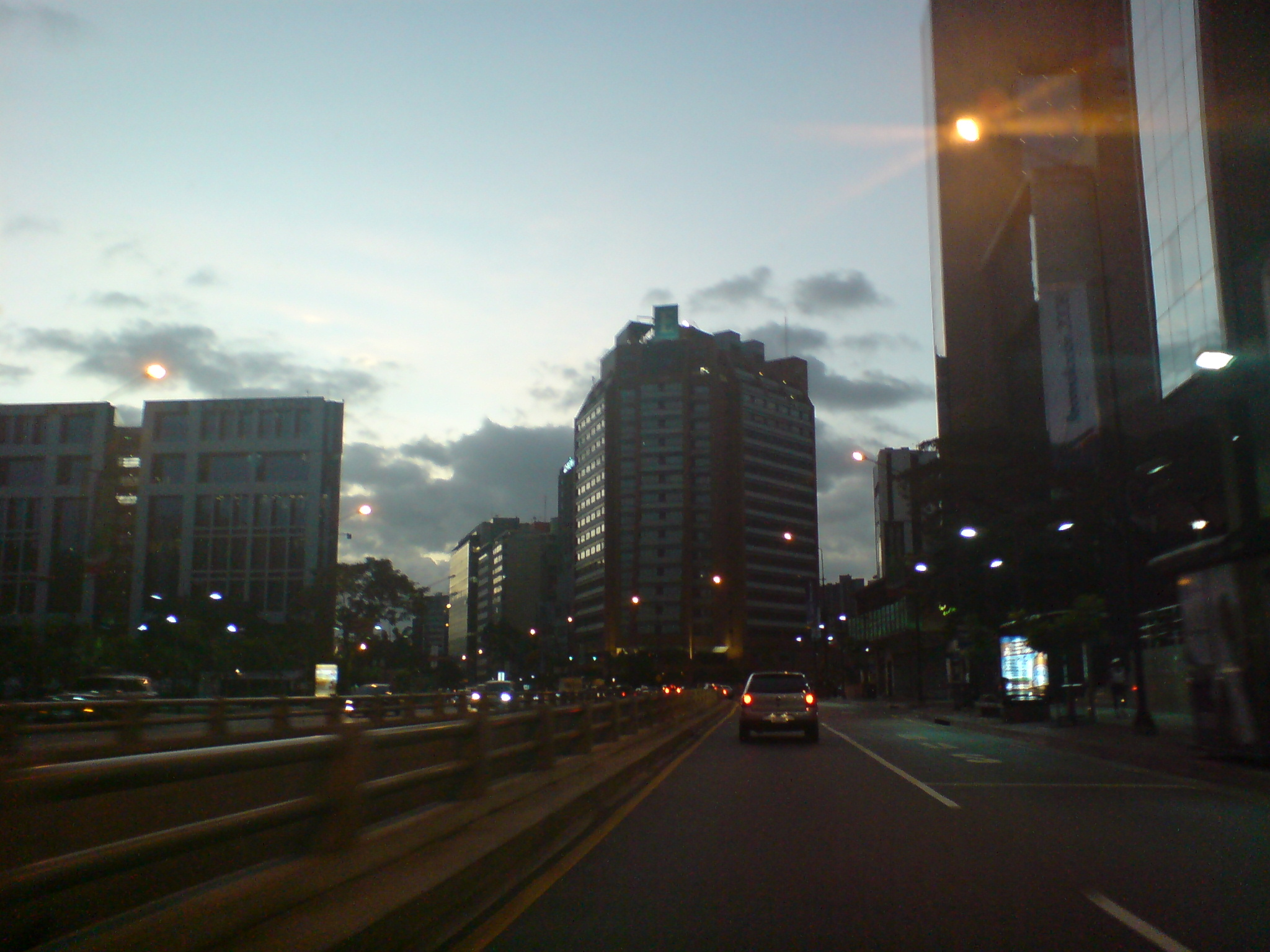
Francisco de Miranda Avenue a Caracas, Venezuela
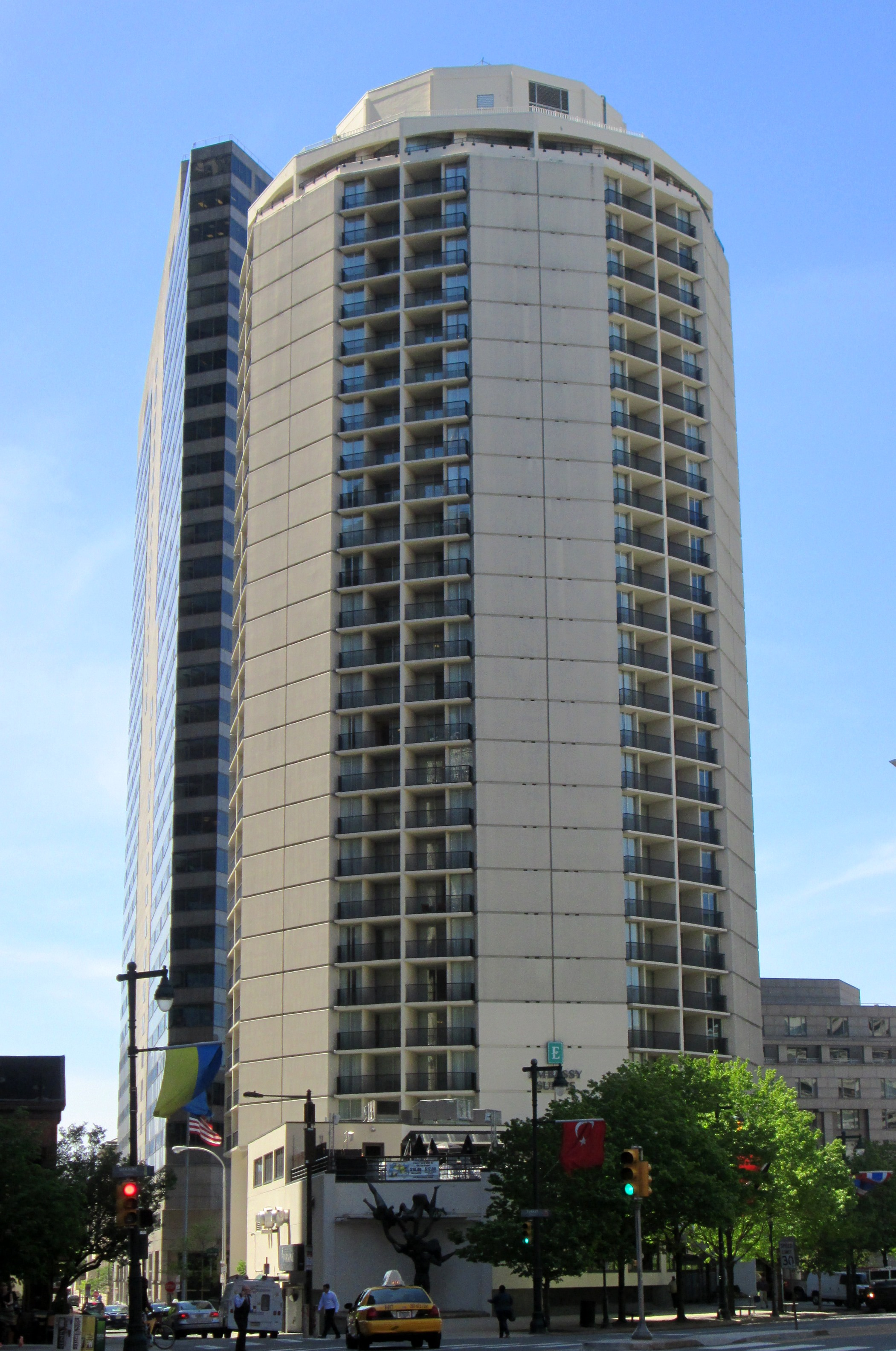
Embassy Suites a Philadelphia